# امیررضا رفیعی
امیر رضا رفیعی (زادهٔ ۲۲ فروردین ۱۳۸۱ در قزوین) بازیکن فوتبال اهل ایران است که در پست دروازه بان  برای باشگاه فوتبال پرسپولیس در لیگ برتر خلیج فارس بازی می‌کند.

## دوران باشگاهی
او فوتبال خود را در رده پایه از پیکان آغاز کرده‌است و در سال ۱۳۹۶ به پایه‌های مقاومت تهران پیوست. وی در آکادمی سایپا هم برای مدت کوتاهی فعالیت کرده است.
امیررضا رفیعی در سال ۱۴۰۰ مورد توجه ساکت الهامی قرار گرفت و با قراردادی چهار ساله به نساجی پیوست و همزمان در رده امیدها و بزرگسالان فعالیت کرد. او ذخیره علیرضا حقیقی محسوب می‌شد و با نساجی به عنوان قهرمانی در جام حذفی فوتبال ایران و عنوان قهرمانی در لیگ برتر فوتبال امیدهای ایران در فصل ۰۱–۱۴۰۰ رسید.
امیررضا رفیعی در سال ۱۴۰۱ مورد توجه یحیی گل‌محمدی قرار گرفت و از نساجی به پرسپولیس پیوست و همزمان در رده امیدها و بزرگسالان فعالیت کرد.
او در ۹ اسفند ۱۴۰۲ به دلیل محرومیت علیرضا بیرانوند به دلیل ۴ کارته شدن در مقابل تراکتور نخستین بازی رسمی خود را برای پرسپولیس در لیگ برتر خلیج فارس مقابل ذوب‌آهن در ورزشگاه فولادشهر اصفهان انجام داد و موفق به ثبت کلین شیت شد.
امیررضا رفیعی دوباره به دلیل مصدومیت بیرانوند در مقابل  گل‌گهر سیرجان در ورزشگاه شهید سلیمانی سیرجان و ملوان بندر انزلی در ورزشگاه آزادی تهران و صنعت نفت آبادان در ورزشگاه تختی آبادان به میدان رفت و هر سه بار موفق به کلین شیت شد.
او به اولین دروازه‌بان تاریخ تبدیل شد که در چهار بازی اولی که در لیگ برتر انجام داده، موفق به ثبت کلین شیت شده است.

## آمار باشگاهی
تا تاریخ ۱۸ اردیبهشت ۱۴۰۴
| باشگاه         | دسته           | فصل            | لیگ  | لیگ | جام حذفی | جام حذفی | آسیا | آسیا | سوپر جام | سوپر جام | مجموع | مجموع |
| باشگاه         | دسته           | فصل            | بازی | گل  | بازی     | گل       | بازی | گل   | بازی     | گل       | بازی  | گل    |
| -------------- | -------------- | -------------- | ---- | --- | -------- | -------- | ---- | ---- | -------- | -------- | ----- | ----- |
| پرسپولیس       | لیگ برتر       | ۰۲–۱۴۰۱        | ۰    | ۰   | ۰        | ۰        | –    | –    | –        | –        | ۰     | ۰     |
| پرسپولیس       | لیگ برتر       | ۰۳–۱۴۰۲        | ۴    | ۰   | ۱        | ۰        | ۰    | ۰    | –        | –        | ۵     | ۰     |
| پرسپولیس       | لیگ برتر       | ۰۴–۱۴۰۳        | ۴    | ۰   | ۱        | ۰        | ۰    | ۰    | ۰        | ۰        | ۵     | ۰     |
| مجموع پرسپولیس | مجموع پرسپولیس | مجموع پرسپولیس | ۸    | ۰   | ۲        | ۰        | ۰    | ۰    | ۰        | ۰        | ۱۰    | ۰     |
| مجموع آمار     | مجموع آمار     | مجموع آمار     | ۸    | ۰   | ۲        | ۰        | ۰    | ۰    | ۰        | ۰        | ۱۰    | ۰     |

## افتخارات

### نساجی
- جام حذفی
  - قهرمانی (۱): ۱۴۰۱–۱۴۰۰
- لیگ برتر امیدها
  - قهرمانی (۱): ۱۴۰۱–۱۴۰۰

### پرسپولیس
- لیگ برتر خلیج فارس
  - قهرمانی (۲): ۰۲–۱۴۰۱، ۰۳–۱۴۰۲
- جام حذفی
  - قهرمانی (۱): ۰۲–۱۴۰۱
- سوپر جام
  - قهرمانی (۱): ۱۴۰۲